# Ishøj Kommune

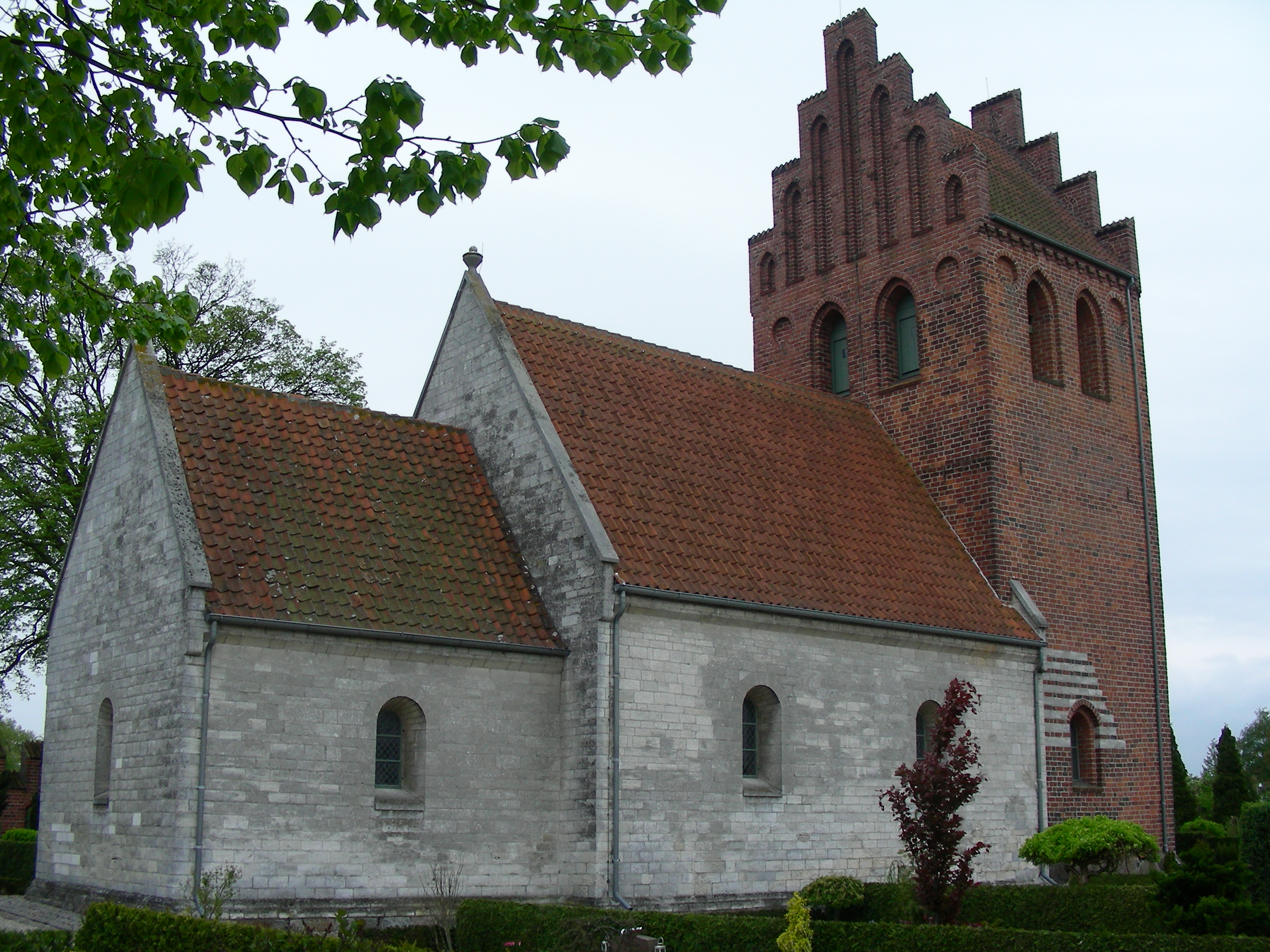
Kirche von Ishøj

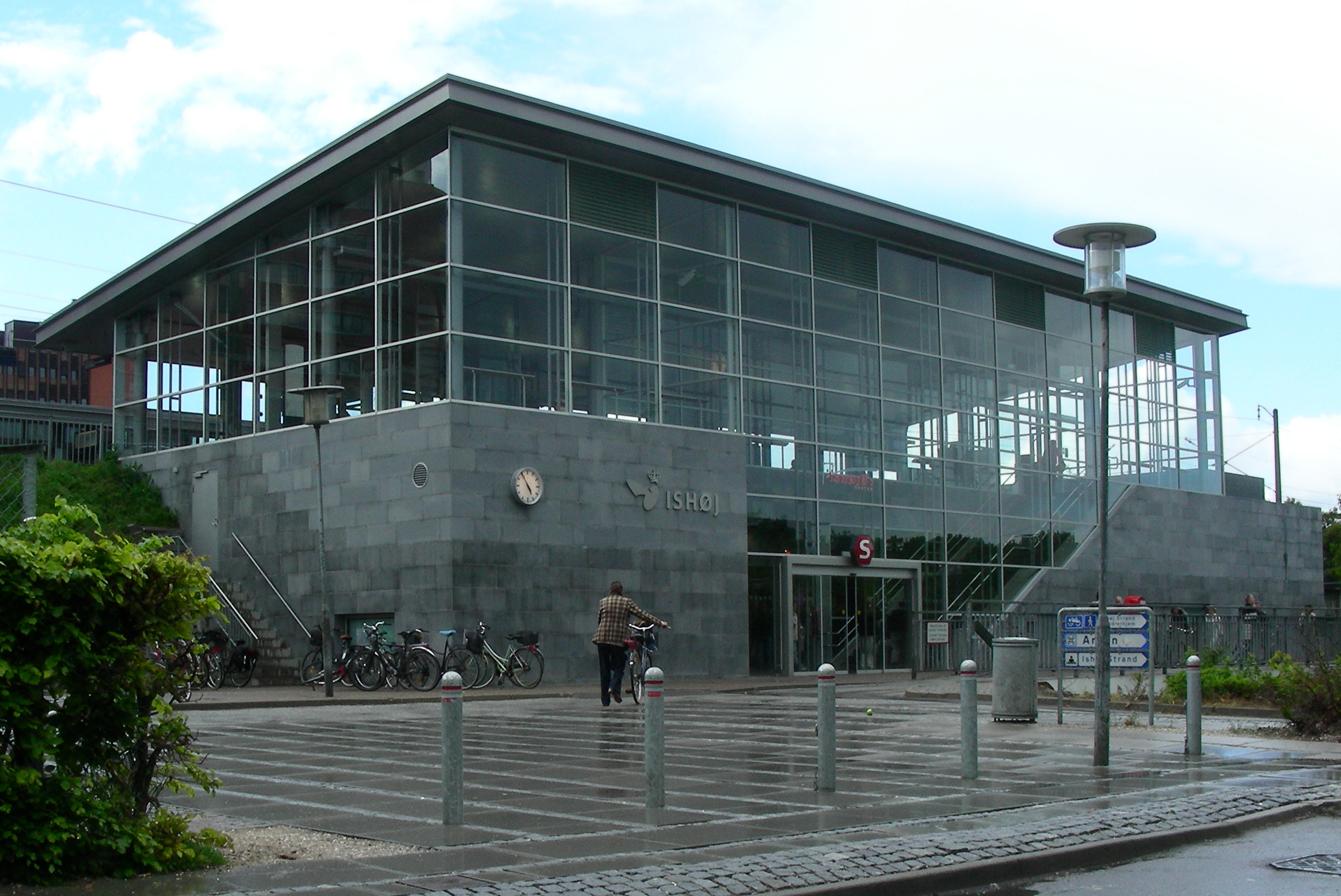
Bahnhof von Ishøj

Ishøj Kommune ist eine dänische Kommune am Rande der Køgebucht in der Region Hovedstaden.
Sie liegt zwischen der mit 9,50 km² zweitkleinsten Kommune Dänemarks Vallensbæk und der Brøndby Kommune im Osten und der Greve Kommune im Westen.
Die Kommune ist 26,50 km² groß; der Sitz der Verwaltung ist in Ishøj. Die Kommunalreform am 1. Januar 2007 hatte auf die Ishøj Kommune keine Auswirkungen. Seit diesem Jahr wird aber Ishøj selbst als Bestandteil der Hauptstadtregion Hovedstadsområdet betrachtet, nicht jedoch die ländlichen Anteile der Kommune. Außerhalb des geschlossenen Siedlungsgebietes wohnen nur
2.255
der 24.365 Einwohner der Kommune (Stand 1. Januar 2025).
In Ishøj befindet sich das 1996 eröffnete Kunstmuseum Arken.

## Kirchspielsgemeinden und Ortschaften in der Kommune
Auf dem Gemeindegebiet liegen die folgenden Kirchspielsgemeinden (dän.: Sogn) und Ortschaften mit über 200 Einwohnern (byer nach Definition der dänischen Statistikbehörde), bei einer eingetragenen Einwohnerzahl von Null hatte der Ort in der Vergangenheit mehr als 200 Einwohner:
| Nr. | Sogn           | Einwohner | Ortschaft           | Einwohner    |
| --- | -------------- | --------- | ------------------- | ------------ |
| 2   | Ishøj Sogn     | 23.505    | Ishøj Ishøj Landsby | 22.110 1.328 |
| 1   | Torslunde Sogn | 860       | Torslunde           | 308          |

## Bevölkerung
| Entwicklung der Einwohnerzahl (1. Januar) | Entwicklung der Einwohnerzahl (1. Januar) | Entwicklung der Einwohnerzahl (1. Januar) | Entwicklung der Einwohnerzahl (1. Januar) | Entwicklung der Einwohnerzahl (1. Januar) | Entwicklung der Einwohnerzahl (1. Januar) | Entwicklung der Einwohnerzahl (1. Januar) | Entwicklung der Einwohnerzahl (1. Januar) | Entwicklung der Einwohnerzahl (1. Januar) |
| ----------------------------------------- | ----------------------------------------- | ----------------------------------------- | ----------------------------------------- | ----------------------------------------- | ----------------------------------------- | ----------------------------------------- | ----------------------------------------- | ----------------------------------------- |
| Jahr                                      | 1980                                      | 1985                                      | 1990                                      | 1995                                      | 2000                                      | 2005                                      | 2010                                      | 2025                                      |
| Einwohner                                 | 20.483                                    | 20.390                                    | 20.575                                    | 21.077                                    | 21.023                                    | 20.668                                    | 20.606                                    | 24.365                                    |

## Verkehr
Die Ishøj Kommune verfügt über gute Verkehrsanschlüsse mit dem nicht weit entfernten Kopenhagen durch die Linien A und E der S-Bahn aus Køge und die Autobahn E 20/E 47.

## Städtepartnerschaften
Ishøj unterhält Städtepartnerschaften mit folgenden Städten:
| - Bad Salzungen in Deutschland - Trzebinia in Polen - Haninge in Schweden | - Svedala in Schweden - Yeniceoba in der Türkei - Waalre in den Niederlanden |